# Ruger LCR

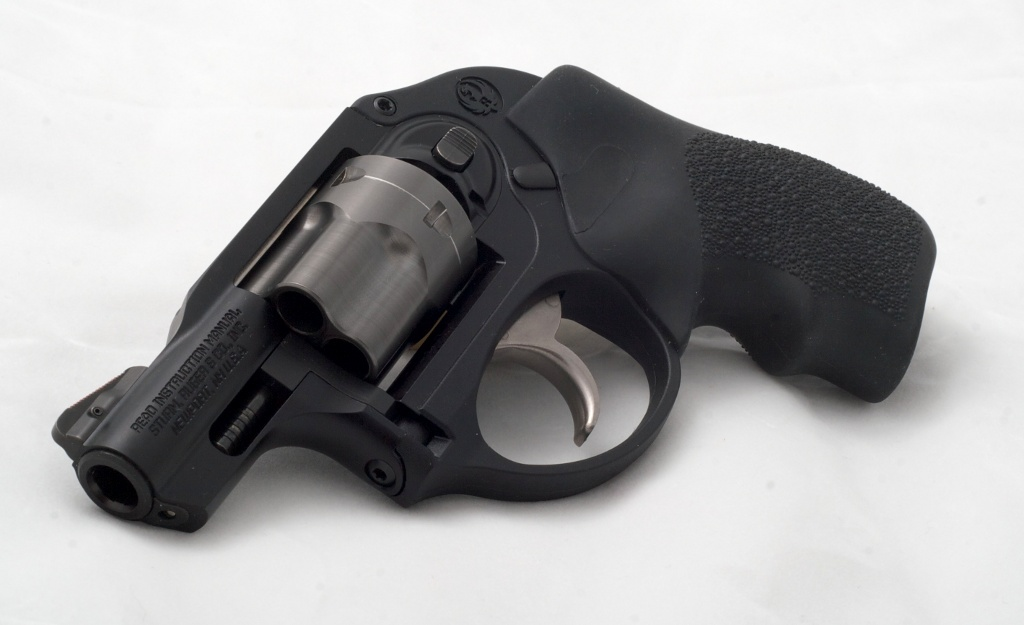
Le très compact et populaire Ruger LCR en calibre .38

Le Ruger Lighweight Compact Revolver est un revolver léger et compact  conçu comme une arme de police et de défense personnelle.

## Technique
- Pays d'origine :  États-Unis
- Fabricant : Ruger
- Finition : Noir mat
- Matériaux : acier inoxydable (canon et barillet) et polymère (carcasse)
- Fonctionnement : double action seulement
- Visée : fixe
- Canon : 4,7 cm.
- Munition : .22 LR, .22 Magnum .38 Special+P, .327 Federal Magnum et .357 Magnum
- Capacité  : 6 (.38 et .357)  ou 8 (.22) coups
- Longueur :  16,5 cm
- Masse : 380 à 480g environ

## Diffusion dans la fiction populaire
Présenté en 2009 et commercialisé en 2010, ce petit révolver n’apparaît que dans quelques séries policières télévisées au poing du Détective du NYPD Don Flack (Eddie Cahill) dans la saison 4 des Experts : Manhattan du professeur et dealer d'amphétamines Walter White (	Bryan Cranston) dans la saison 4 de Breaking Bad et dans l'episode 6 de la saison 4 de Blacklist 

## Sources
- Catalogue du fabricant